# Simon Symonds
Simon Symonds MA (falecido em 1551) foi um cónego de Windsor de 1535 a 1551.

## Carreira
Ele foi educado em Eton College e King's College, Cambridge e graduou-se BA em 1509 e MA em 1511.
Ele foi nomeado:
- Vigário de Elmdon, Essex 1518
- Vigário da Igreja de São Miguel, Bray 1522-1551
- Vigário de South Petherton, Somerset, 1533–1548
- Prebendário de Lichfield 1534-1546
- Prebendário de Netheravon em Salisbury 1534
- Reitor de Taplow, Buckinghamshire 1537–1551
- Prebendário de Lincoln 1544

Ele foi nomeado para a primeira bancada da Capela de São Jorge, no Castelo de Windsor em 1535, e manteve a posição até 1551.
Symonds foi considerado um dos principais candidatos para o tema do personagem proverbial, " O Vigário de Bray ", já que foi duas vezes papista e duas vezes protestante, servindo como vigário de Henrique VIII a Elizabeth I.